# Марина Швабић
Марина Швабић (енгл. Marina Schwabic; Београд) српска је и америчка пословна жена, друштвена предузетница и једна од тренутно најактивнијих лидерa српске дијаспоре у Сједињеним Америчким Државама. Она је оснивач и председник Америчко-српске асоцијације за просперитет – АСАП (енгл. American Serbian Association for Prosperity – A.S.A.P.) са седиштем у Лос Анђелесу и утемељивач кровне тинк тенк платформе Самит лидера српске дијаспоре „Видовдански хоризонт 2050” (енгл. Vidovdan Summit – Horizon 2050).

## Биографија
Марина Швабић је рођена у Београду од оца Драгослава Швабића, филмског сниматеља, и мајке Ане (Кисељев) Швабић, нуклеарног физичара и првог саветника за човекову околину при Савезној привредној комори СФРЈ.

### Образовање
Матурирала је у Петој београдској гимназији, а основне студије права је завршила на Правном факултету Универзитета у Београду. У САД је стекла две магистарске дипломе – на студијама медија у „New School For Social Research” у Њујорку, са фокусом на филозофију медија, и на студијама државне управе у „John F. Kennedy School of Government” на Универзитету Харвард у Кембриџу, са фокусом на међународни економски развој, мултилатералне организације, корпоративну друштвену одговорност и непрофитне организације.

### Каријера
Каријеру је почела као новинар у редакцији информативног програма Радио-телевизије Србије и сарадник часописа „Дуга” и „Старт”. Деведесетих година XX века, завршетком студија у Њујорку, преселила се у Лос Анђелес и развијала каријеру у холивудској филмској продукцији и дистрибуцији пласирајући америчке филмове на инострана тржишта. Почетком XXI столећа, по петоктобарским променама, вратила се у Београд и на позив престолонаследника Александра Карађорђевића нашла се на челу Службе за односе с јавношћу и протокола Краљевског двора династије Карађорђевић. Касније је радила као директор Одељења за меркетинг и комуникације у банкарском сектору – за „Ексимбанку” / „ХВБ банку” и „Алфа банку” – а онда и као генерални директор за Србију и Црну Гору грчке консултантске агенције „V+O Communication”. Захваљујући томе руководила је пројектима од ширег друштвеног значаја и сарађивала је са највишим државним институцијама и водећим компанијама у Србији усавршавајући бројне пословне вештине, што ју је припремило за пријем и студирање на Харварду, због чега је поново напустила Србију 2011.
После студија на Харварду постала је извршни директор Теслине научне фондације и била је њен представник у Њујорку од 2012. до 2016. године. За то време је изнедрила значајне иницијативе, афирмисала донаторе, уприличила велики број добротворних акција, изложби, конференција и других важних догађаја који су усмерили даљи рад Фондације. Са председником Фондације Николом Лончаром је установила награду „У духу Тесле” (енгл. Tesla Spirit Award), која се сваке године додељује појединцима из Србије и света заслужним за промоцију лика и дела Николе Тесле. Координисала је три „Теслине меморијалне конференције”, а у сарадњи са Музејом Николе Тесле из Београда је организовала изложбу „Теслин дивни свет електрицитета” у Музеју науке у Њујорку (енгл. New York Hall of Science) и председавала церемонијом отварања Теслине лабораторије „Варденклиф” у Шорхаму – у кооперацији са Кабинетом тадашњег председника Србије Томиславом Николићем, који је и свечано инаугурисао тај догађај.

### Друштвени рад
Након повратка у Лос Анђелес 2016. године реактивирала је Америчко-српску асоцијацију за просперитет (АСАП), непрофитну фондацију чији корени сежу до демонстрација дијаспоре у САД против НАТО бомбардовања Србије 1999. АСАП тежи да информише, умрежи, оснажи и уједини српско расејање у Америци, нарочито на Западној обали, где је и устоличен. До 2023. Фондација је реализовала, учествовала у реализацији или активно подржала четрдесет пет уникатних догађаја, у којима је партиципирало око хиљаду сарадника и гостију. Њен рад подржали су Управа за сарадњу с дијаспором и Србима у региону Министарства спољних послова Републике Србије и Амбасада Републике Србије у Вашингтону.
Истовремено, Швабић је у Лос Анђелесу почела да се у већој мери посвећује друштвеном предузетништву радећи на пословима управљања и развоја за „Los Angeles County Economic Development Corporation” и „Los Angeles Community Clinic”. Током своје богате каријере била је чланица Америчке привредне коморе, саветодавног одбора локалне Асоцијације Уједињених нација Беверли Хилса и саветодавног одбора Фондације „Lifeline”, а актуелна је чланица Привредне коморе Лос Анђелеса, „Харвард клуба Јужне Калифорније” и „Ротари клуба”. Живи у Лос Анђелесу, где на Беверли Хилсу води америчко представништво компаније „Single Family Office”.
Под менторством свог пријатеља Бранка Терзића, пословног човека из Вашингтона, члана Крунског већа и представника Краљевског дома Карађорђевића у САД, Швабић је покренула тинк тенк платформу Самит лидера српске дијаспоре „Видовдански хоризонт 2050”, поводом које утицајни појединци и представници релевантних организација удружују снаге у циљу оснаживања српског националног бића и његовог ширег утицаја у Америци, и организује седам онлајн-конференција посредством Zoom-а под називом „Зашто је српска дијаспора релевантна”, као и „Vidovdan Horizon Happy Hour”. За почетак новембра 2023. њена фондација је најавила велики донаторски догађај „Serbian Gala Benefit”, који ће у хотелу „Four Seasons” на Беверли Хилсу окупити еминентне званице.
Увршћена је у „Енциклопедију националне дијаспоре”, коју уређује Иван Калаузовић Иванус.

## Стручни радови
Бавећи се проблемима српске дијаспоре, Марина Швабић је 2011. и 2012. године представила своје експертске радове на Универзитету Хардвард у Кембриџу (Масачусетс), Институту за миграциону политику у Вашингтону и на Универзитету Сингидунум у Београду:
- Олакшице за репатријацију пензионисане дијаспоре у земљу порекла[3]
- Предлог подстицајној политици америчког програма националног здравственог осигурања за лакшу репатријацију пензионисане дијаспоре у њихову домовину
- Могућност помирења екс-ју етничких фракција кроз сарадњу балканских дијаспора на територији САД